# 寶石卡片
寶石卡片（英語：-{{{#parsoid\0fragment:0}}}-），是世嘉公司發售的日本的玩具。

## 概要
採用觸控式螢幕，擁有智能手機形狀的高科技玩具。2010年（平成22年）中發售的初版時一貫採用了Sega Toys和Sanrio共同開發的角色——寶石寵物的電視動畫和商業搭配，作中主要被用作通信工具。每年4月，動畫一度推出新一季、新一代的Jewelpod都被高機能化的新型機登場，2012年（平成24年）中3世代的版本發售。第1、2世代的累計售賣台數有30萬台。
世代不同的機種同樣是可以使用「魔法文字」紅外線通信，第3世代追加了鑽石的字母系統和象徵等收信與前2世代機互相對應。

### 
2010年發售的第1世代版本。和動畫第2季《寶石寵物 Twinkle☆》商業搭配。
畫面是液晶顯示器觸控式螢幕上的魔法陣模彷、描繪的設計，十字配置電源鍵所定動作的幻燈片是可以輸入「魔法文字」的紅外線通信，對方的Jewelpod會有音聲電子郵件送信出來。機種的音聲分別有露比（聲：齋藤彩夏）和奈娜（聲：澤城美雪）兩種，電源需要單4形乾電池3個。
2011年發售的第2世代版本。和動畫第3季《寶石寵物 Sunshine》商業搭配。
2012年發售的第3世代版本。和動畫第4季《寶石寵物 Kira☆Deco！》商業搭配。
2013年發售，與Jewelpod Diamond連動。和動畫第5季《寶石寵物 Happiness》商業搭配。
2013年發售的第4世代版本。和動畫第5季《寶石寵物 Happiness》商業搭配。
2014年發售的第5世代版本。和動畫第6季《Lady 寶石寵物》商業搭配。
2014年發售，體積比其他Jewelpod大的平板電腦形玩具。和動畫第6季《Lady 寶石寵物》商業搭配。
2015年發售的第6世代版本。和動畫第7季《寶石寵物 Magical Change》商業搭配。

## 外部連結
- 寶石寵物 | Sega Toys （页面存档备份，存于）